# Бом-бом
«Бом-бом» — мистический роман Павла Крусанова, второе заметное его произведение после романа «Укус ангела».
В некоторых изданиях имеет двойное название: «Бом-бом, или Искусство бросать жребий». По своему жанру произведение можно отнести к социальной фантастике или мистико-философскому роману.
В 2003 году роман завоевал премию «Национальный бестселлер».  С 2002 года роман неоднократно переиздавался.

## Содержание
Действие романа происходит сразу в нескольких временных пластах – в XIII веке, в XVII веке, в XVIII веке, XX веке и в XXI веке.
В центре внимания произведения оказывается старинный [дворянский род] Норушкиных, который, согласно оставшейся в преданиях летописи, старше большинства других русских родовитых династий.
Волею судеб представители рода Норушкиных стали носителями тайного знания и действия, сосредоточенного в так называемой «чёртовой башне» на территории их имения Побудкино. Как только возникали сбои в работе хранителей, в России случались страшные социально-исторические потрясения.
Сквозной линией романа оказывается история нашего современника 28-летнего петербуржца Андрея Норушкина, который постепенно узнаёт о своей особой миссии хранителя и звонаря башни и не без приключений приобретает в собственность землю своих предков.
В композицию романа включены самостоятельные новеллы, занимательно повествующие об историях предков Андрея Норушкина, живших в разных столетиях. Повествование о личных судьбах героев разворачивается на фоне значимых исторических событий – Батыева нашествия, Смутного времени, эпохи императора Павла I, Русско-японской войны, Первой мировой войны, революции в России и кануна Великой Отечественной войны.

## Позиция автора
В интервью 2012 года Захар Прилепин спросил автора:
– Какой бы свой текст ты  хотел экранизировать? Кому роли доверил бы? Кто режиссёром стал бы?
Павел Крусанов: – Кино – такая сверхъестественная область, которая разум мой превозмогает. Пожалуй, Кустурица мог бы что-то сделать из "Бом-бома". Впрочем, думаю, в этом случае от всего романа там осталась бы только павловская потешная осада Мальты.

## Критика
Критик Михаил Волков усматривает влияние на книгу творчества Милорада Павича: «…Крусанов пытается отойти от себя и приблизиться к чьей-нибудь великой тени. Наиболее удобной тенью оказывается Павич. Ему вообще очень легко подражать. Ведь если к литературному произведению применимо определение «сумма приёмов», то в наибольшей степени это относится к романам Павича. У Крусанова же стилистический инструментарий более богат, поэтому он и любит вкладывать в свою постройку чужие кирпичики. Его нельзя за это упрекать. Ведь первые христиане строили церкви из обломков языческих храмов. Но именно это и знаменовало приход новой веры» .

## Факты
В романе коренного петербуржца Павла Крусанова есть немало питерских мотивов. Среди героев книги встречаются и реально существующие лица, например Дмитрий Шагин.
В преломлённом прошлом, в частности в начале XX века избранные герои встречают непонятные «магические» фразы, смысл которых можно интерпретировать лишь сквозь вневременную призму: «Раз, два, три, зенитушка, дави!»; «Я помню все твои трещинки, пою твои-мои песенки. Но почему?»